# Амур-Санан
Амур-Санан (калм. Амр Санан) — посёлок в Городовиковском районе Калмыкии, в составе Южненского сельского муниципального образования.
Население — 225 человек (2010)

## Физико-географическая характеристика
Посёлок расположен на юго-востоке Городовиковского района, в пределах Ставропольской возвышенности, по правой стороне балки Кердата. Средняя высота над уровнем моря — 77 м. Рельеф местности равнинный. Почвы — чернозёмы маломощные малогумусные и темнокаштановые почвы различного гранулометрического состава.
По автомобильной дороге расстояние до столицы Калмыкии города Элиста составляет 270 км, до районного центра города Городовиковск — 17 км, до административного центра сельского поселения посёлка Южный — 11 км. Ближайший населённый пункт — село Розенталь, расположенное 5 км к северо-западу от посёлка. К посёлку имеется подъезд с щебневым покрытием (0,5 км) от автодороги Городовиковск — Тахта.
Климат
Климат умеренный континентальный (согласно классификации климатов Кёппена-Гейгера — Dfa). Среднегодовая температура воздуха положительная и составляет + 10,1 °C, средняя температура самого холодного месяца января — 3,6 °C, самого жаркого месяца июля + 23,7 °C. Расчётная многолетняя норма осадков — 458 мм. Наименьшее количество осадков выпадает в феврале и марте (по 27 мм), наибольшее в июне (55 мм).

## История
Основан в урочище Кердата (Кердитэ) как хотон Бюдермис-Кюбетова рода. Согласно Списку населённых мест Ставропольской губернии по сведениям за 1873 год хотоны Будермисова рода (зайсанга Санджи Полтеева) и Кюбетова рода (зайсанга Джал Ашалова) располагались на реке Большой Го. В 1873 году хотон Бюдермисова рода насчитывал 161 двор (кибитку), в которых проживало 1047 человек, имелся 1 хурул (молитвенный дом). В хотоне Кюбетова рода числилось 48 дворов, проживало 300 человек. В местность Кердите Будюрмисов и Кюбетов роды перекочевали не позднее 1881 года. Интересно, что при распределении земельных наделов в 1872 году эти два рода учитывались уже как один — Бюдермис Кюбетов.
В Кердате располагался один из четырёх штатных хурулов Большедербетовского улуса. Сохранилось описание местного хурула: 

Малый хурал Кюрдетя находится в урочище Хунхурин-худука, Бюдюрмисова рода, в расстоянии 55 верст от Княземихайловского поселка, не доезжая 10 верст до Башантинского хурала. Хурал деревянный и обнесен каменною оградою. Жилища хураваков тянутся по прямой линии, параллельно южной стене хурала, почти пред «богдойнзам».— http://www.sravnika.narod.ru/mefody/chap8.htm Иеромонах Мефодий. Буддийское мировоззрение или ламаизм и обличение его. Санкт-Петербург: Издание книгопродовца И. Л. Тузова, 1902. Глава VIII. Калмыцкие хуралы.
Согласно Списку населённых мест Ставропольской губернии в 1909 году в урочище Кердата имелся 241 двор, проживало 541 душа мужского и 507 женского пола. В хотоне имелись школа, церковь (буддийский храм), 2 пожарных обоза, хлебозапасный магазин.
В начале 1930-х по инициативе уроженца этих мест, одного из первых калмыцких писателей А. М. Амур-Санана поселок был переименован по названию балки, в которой располагался, в Кердату. По одной из версий, название балки происходит от арвана «Керяд»(калм. Керәд — кереиты; букв. — вороны), входившего в состав Бюдермис-Кюбетовского рода (Кердата — искажённое Керядта (калм. Керәдтә - место, где живут керяды)).
Летом 1942 года Кердата, как и другие населённые пункты улуса, была оккупирована немецко-фашистскими захватчиками. Освобожден в январе 1943 года.

28 декабря 1943 года калмыцкое население было депортировано, посёлок, как и другие населённые пункты Западного улуса Калмыцкой АССР, был передан Ростовской области. В августе 1949 года переименован в село Цветное, Бюдюрмис-Кубетовский сельсовет переименован в Цветновский. В июне 1954 года Цветновский сельсовет был ликвидирован, территория присоединена к Октябрьскому сельсовету
Калмыцкое население стало возвращаться после отмены ограничений по передвижению в 1956 году. Посёлок возвращён вновь образованной Калмыцкой автономной области в 1957 году.
В 1961 году указом Президиума Верховного Совета РСФСР поселок Цветное переименован в Кердата.

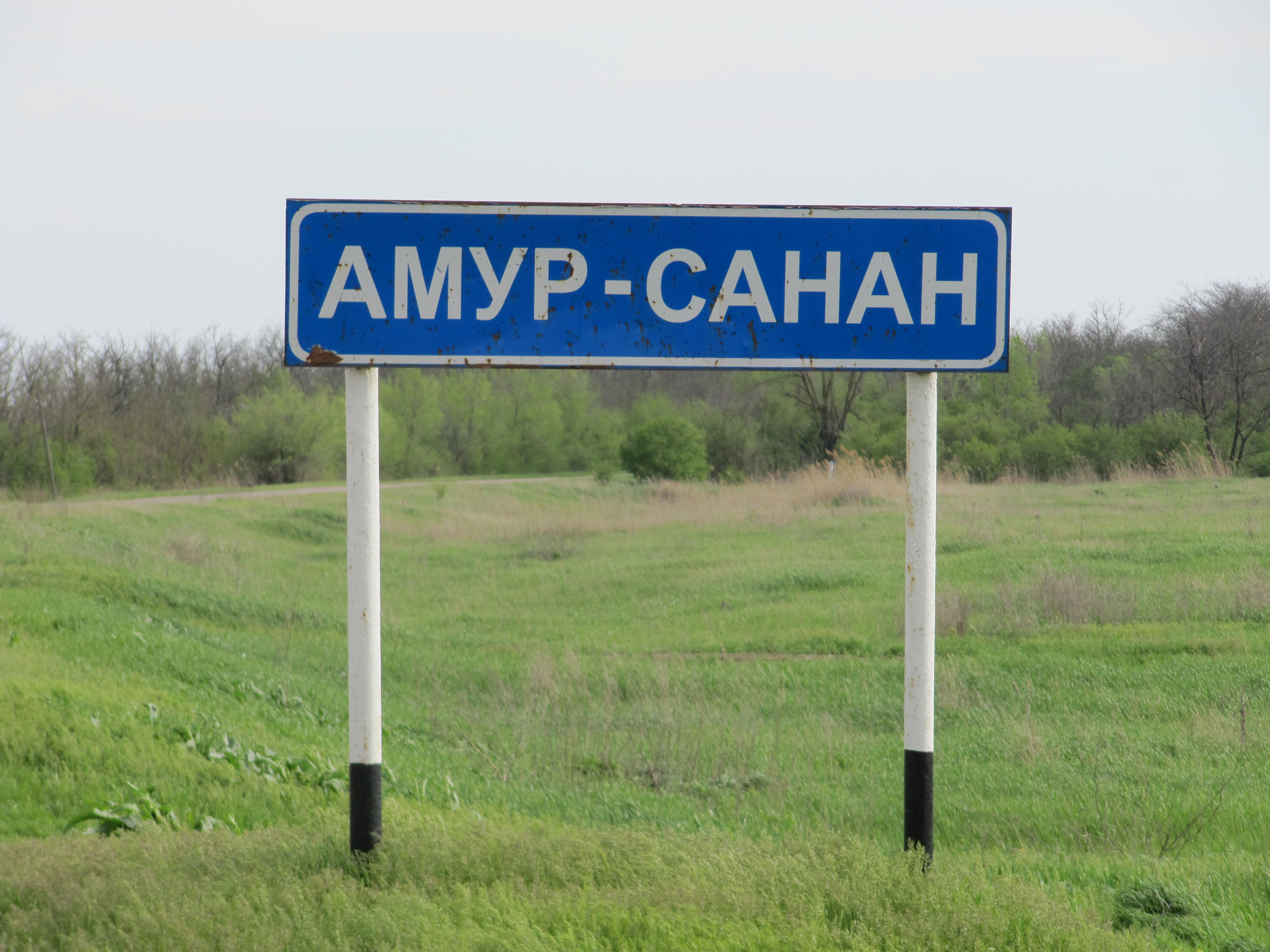
Дорожный знак у въезда в посёлок, Городовиковский район, Калмыкия

В 1966 году к 80-летию со дня рождения А. М. Амур-Санана посёлку было присвоено современное название — Амур-Санан. В 1968 г. указом президиума ВС РСФСР поселок Кердата переименован в Амур-Санан.
В поздний советский период в Амур-Санане располагалось отделение совхоза «Южный»

## Население
Динамика численности населения
| 1909 |
| ---- |
| 1048 |

| 2002 | 2010 |
| ---- | ---- |
| 269  | ↘225 |

Национальный состав
Согласно результатам переписи 2002 года большинство населения посёлка составляли калмыки (84 %)

## Социальная инфраструктура
В посёлке расположены сельский клуб и библиотека. Медицинское обслуживание жителей села обеспечивают врачебная амбулатория в посёлке Южный и Городовиковская центральная районная больница. Ближайшее отделение скорой медицинской помощи расположено в Городовиковске. Среднее образование жители села получают в Амур-Санановской основной общеобразовательной школе и Южной средней общеобразовательной школе, расположенной в посёлке Южный
Посёлок газифицирован, имеется централизованное водоснабжение. Централизованное водоотведение на территории посёлка отсутствует. Водоотведение обеспечивается за счёт использования выгребных ям.

## Достопримечательности
- Дом-музей А. М. Амур-Санана

## Известные жители и уроженцы
- Антон Мудренович Амур-Санан (1888, Бага-Бурул — 1938, Сталинград) — калмыцкий советский писатель. В Бюдермис-Кебютовском аймаке прошли детство и юность писателя;
- Бем Окунович Джимбинов (1914, Кердата — 1986, Элиста) — калмыцкий писатель, народный поэт Калмыкии;
- Дорджи Антонович Павлов (1912, Бюдермис-Кебюты, — 1997, Элиста) — профессор, востоковед, доктор филологических наук, заслуженный деятель науки РФ